# Riccardo Del Fra

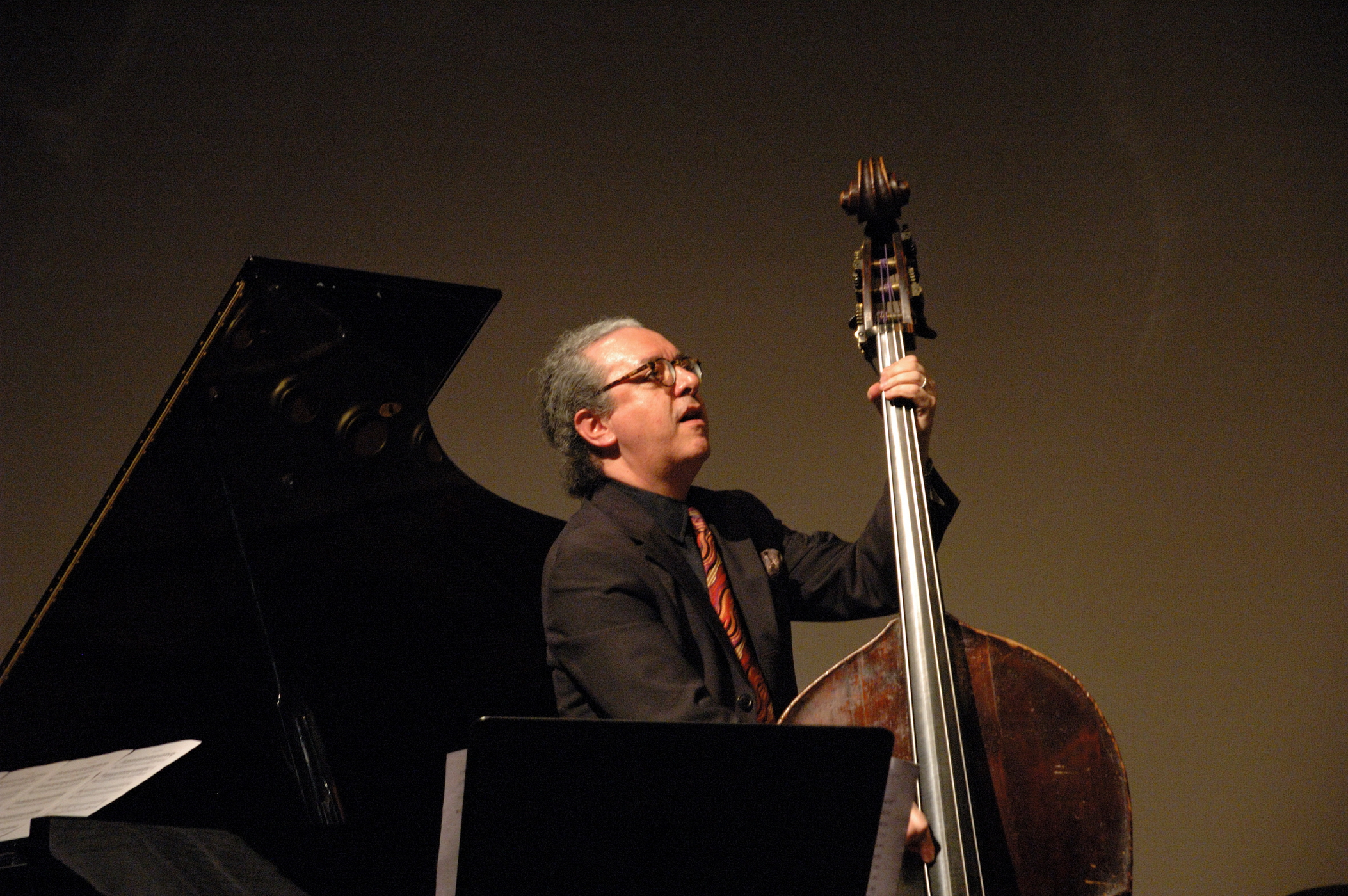
Riccardo del Fra in der Cinematheque de Bercy in Paris 2008

Riccardo Del Fra (* 20. Februar 1956 in Rom) ist ein italienischer Jazzmusiker (Kontrabass), der auch als Komponist und Arrangeur tätig ist.

## Leben und Wirken
Del Fra lernte zuerst Gitarre, dann elektrischen Bass, wechselte dann aber zum Kontrabass. Er studierte Soziologie und Anthropologie an der Universität Rom und besuchte danach das Konservatorium von Frosinone. Danach nahm er u. a. mit dem RAI-Orchester auf und bekam erste Kontakte zur Filmmusikszene. So spielte er in der Filmmusik zu Federico Fellinis „Stadt der Frauen“ und für Ennio Morricone. Daneben spielte er in italienischen Jazzbands und begleitete durchreisende Musiker wie Dizzy Gillespie. Lee Konitz, Sonny Stitt, Kai Winding, Bob Brookmeyer, Johnny Griffin, Toots Thielemans, Art Farmer, Tommy Flanagan und ab 1979 regelmäßig Chet Baker. In den 1980er Jahren zog er nach Paris, wo er eine gut beschäftigte Rhythmusgruppe mit dem Pianisten Alain Jean-Marie und dem Schlagzeuger Al Levitt bildete.
1989 erhielt er den „Grand Prix FNAC“ für seine mit Rachel Gould entstandene Hommage an Chet Baker „A Sip of Your Touch“. In den 1990er Jahren spielte er im Quartett von Bob Brookmeyer und für ihr Album „Paris suite“ erhielten sie 1994 den „Prix de l´Academie Jazz“. Ab 1996 arbeitete er mit der bretonischen Sängerin Annie Ebrel an Fusion Projekten zwischen Jazz und bretonischer Folkmusik (Album „Voulouz Loar“, italienisch „Velluto di luna“ 1998). Zusammen traten sie auf verschiedenen internationalen Festivals auf und im 2001 im Pariser „Théâtre de la Ville“ aufgeführten „Flouradenn“ (mit Paolo Fresu und dem Klarinettisten Laurent Dehors). 2005 veröffentlichte er mit jungen Musikern des „Conservatoire national supérieure de musique et de dance“ im Rahmen seines „Jazzoo“-Projekts „Roots and Roses“. Del Fra arbeitet auch mit dem Pianisten Michel Graillier zusammen („Soft talk“ 2000).
Seit 2004 leitet er die Abteilung Jazz und improvisierende Musik am „Conservatoire national supérieure de musique et de dance“ in Paris, wo er seit 1998 Kontrabass unterrichtet.
Del Fra arbeitete zudem als Filmkomponist, v. a. für den belgischen Filmemacher Lucas Belvaux, aber auch für Produktionen des Portugiesischen Kinos. Er komponierte außerdem Auftragskompositionen u. a. für das Paris Jazz Festival („Silent Call“ 1992) und im Auftrag des französischen Kultusministeriums („Julesverniana“ für Sopransaxophon und Symphonieorchester 2005).
2006 erhielt er den Django d’Or (Frankreich) als „Etablierter Musiker“. 2003 wurde er „Chevalier de l'Ordre des Arts et des Lettres“, 2014 dann Officier des Arts et des Lettres.
2009 vergab das Ensemble intercontemporain zwei Kompositionsaufträge an Riccardo del Fra. Die beiden Werke „Sky Changes“ und „Tree Thrills“ wurden im März 2009 unter der Leitung von Susanna Mälkki aufgeführt mit Dave Liebman als Solisten am Saxophon. Im Oktober 2010 kamen die beiden Werke in New York an der Manhattan School of Music nochmals zur Aufführung, wiederum mit Dave Liebman als Solisten. Eine gleichnamige CD ist 2012 beim Label Jazzheads, New York erschienen.
2011 beauftragte das internationale Jazzfestival Marciac Del Fra mit der Konzeption und Komposition einer Ehrung an Chet Baker, die er mit Roy Hargrove, Trompete, Pierrick Pédron, Altsaxophon, Bruno Ruder, Piano, ihm selbst am Kontrabass und Billy Hart, Schlagzeug sowie dem Orchester des Konservatoriums von Toulouse realisierte. 2013 stellte er My Chet My Song in französisch-deutscher Quintettbesetzung (unter anderem mit Sebastian Sternal) erstmals in Deutschland vor. Im September 2014 erschien die CD mit gleichnamigem Titel bei Cristal Records, Frankreich, die Del Fra mit dem Filmorchester Babelsberg und Jazz-Quintett eingespielt hat (im Mai 2015 veröffentlicht das Label Parco della Musica die CD in Italien). Sein Projekt Hoffnung–Espoir–Nadzieja mit Tomasz Dąbrowski, Jan Prax, Carl-Henri Morisset und Kuba Gudz wurde 2016 erstmals auf Schloss Genshagen präsentiert, dann in Paris, Wrocław und Rom vorgestellt. In seinem Programm Moving People setzte er sich musikalisch mit der Migration auseinander.

## Diskographische Hinweise
- Mr. B Chet Baker Trio (Timeless, 1983)
- Chet Baker Trio live at Ronnie Scott's (Jazzdor, 1986 und DVD, Wadham Film – Hendring, 1986)
- Chet Baker Sings Again Chet Baker Quartet (Timeless, 1986)
- La Note Bleue (IDA Records 1986) mit Barney Wilen
- French Ballads (IDA Records, 1987) mit Barney Wilen
- A Sip of Your Touch (IDA Records, 1989)
- Sorserez (1995) mit Jacques Pellen
- Paris Suite Bob Brookmeyer New Quartet (Challenge, 1995) mit Bob Brookmeyer
- Double Take (RAM Records 1998) mit Joe Diorio
- Voulouz Loar – Velluto di Luna (GWP, 1998) mit Annie Ebrel
- Soft Talk (Sketch, 2000) mit Michel Graillier
- Overnight (Sketch, 2002) mit John Taylor und Kenny Wheeler
- Empreintes (Sketch, 2003) mit Bruno Angelini, Ichirō Onoe
- Roses and Roots (Nocturne, 2005) mit Bruno Ruder, Sylvain Rifflet, Joey Baron u. a.
- John Ruocco: Am I Asking Too Much (Pirouet, 2008) mit John Taylor
- Sky Changes (Jazzheads, 2012) mit Dave Liebman, Benjamin von Gutzeit, Manhattan School of Music Chamber Jazz Ensemble & Tactus unter Leitung von Justin DiCioccio
- My Chet My Song (Cristal Records, 2014) mit Airelle Besson, Pierrick Pedron, Bruno Ruder, Billy Hart
- Moving People (Cristal Records, 2018) mit Kurt Rosenwinkel, Tomasz Dąbrowski, Jan Prax, Rémi Fox, Carl-Henri Morisset, Jason Brown
- Chet Visions (Cristal, 2019)

## Filmografie
- 1996: Liebe, Rache usw. (Pour rire); R: Lucas Belvaux
- 1998: Longe da Vista; R: João Mário Grilo
- 2000: Peixe Lua; R: José Álvaro Morais
- 2002: Ein tolles Paar (Un couple épatant); R: Lucas Belvaux
- 2002: Trilogie: Après la vie – Nach dem Leben (Après la vie); R: Lucas Belvaux
- 2002: Cavale – Auf der Flucht (Cavale); R: Lucas Belvaux
- 2003: Contre courant (Fernsehserie, Folge Ourasi, le roi fainéant)
- 2004: Nature contre nature (Fernsehfilm); R: Lucas Belvaux
- 2006: La raison du plus faible; R: Lucas Belvaux
- 2009: Lösegeld (Rapt); R: Lucas Belvaux
- 2011: Der galante Prinz (Le prince charmant) (Neuvertonung des Stummfilms von 1925); R: Viktor Tourjansky